# 緑15号

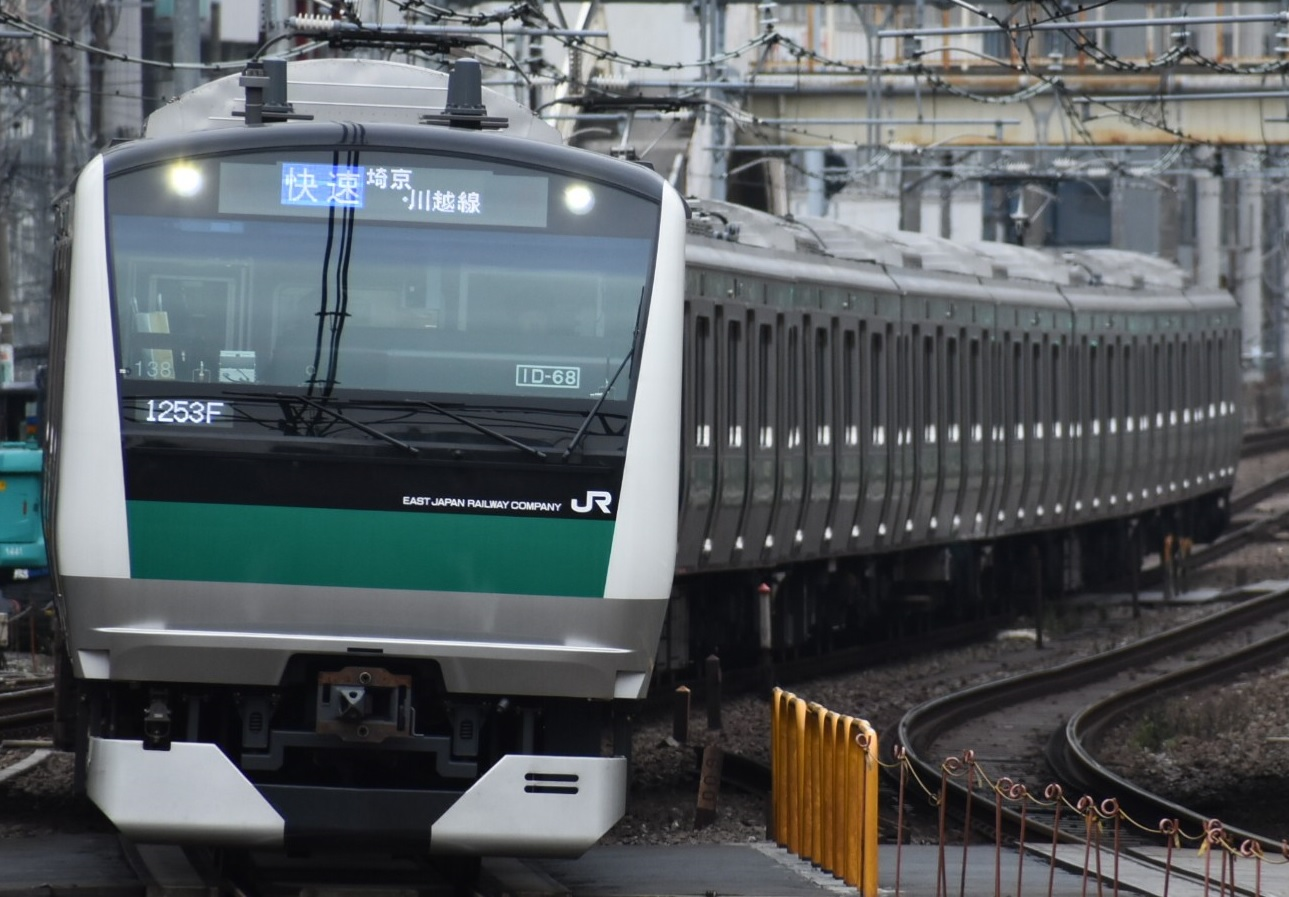
緑15号の帯を身に纏う埼京線E233系

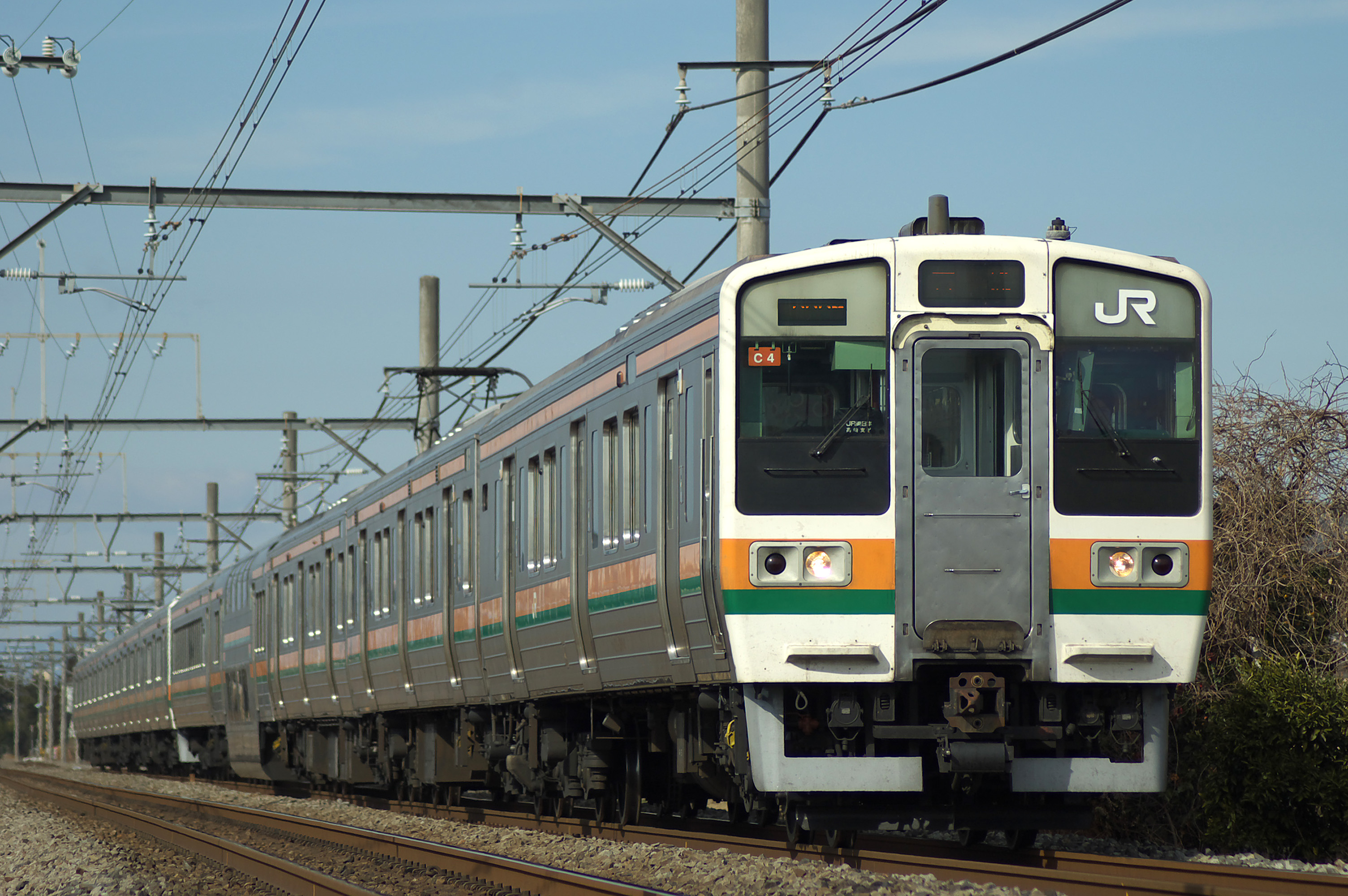
緑15号は211系が初採用

緑15号（みどり15ごう）は、日本国有鉄道（国鉄）が定めた色名称の1つである。

## 概要
1985年に登場した211系電車で初めて採用された。黄かん色と緑2号の「湘南色」に塗装された113系電車や115系電車の走行線区に投入するため、それらに合わせた帯色としたが、ステンレス車の帯の色は鋼製車体に塗装した色に比べて暗く見えやすいことから、緑2号よりも明るい色として新たに使用された。
JR東日本においては205系電車を新規の線区に投入する際の帯色としても使用し、横浜線用車の細い帯色と埼京線用車の帯色として採用されたほか、仙台地区に導入された普通列車向けステンレス車両（719系・701系・E721系）の帯色としても使用されている。

## 使用車両
- 国鉄205系電車（埼京線・横浜線）
- 国鉄211系電車（湘南色）
- JR東海213系5000番台（同上）
- JR東日本719系電車（仙台地区向け）
- JR東日本701系電車（同上）
- JR東日本E721系電車（同上）
- JR東日本E233系電車（埼京線・横浜線）

## 近似色
- 緑
- 緑14号
- 東京メトロ千代田線の路線色
- JR西日本京都地区の新塗装(113系、115系、117系)